# Fondo de Compensación Interterritorial
El Fondo de Compensación Interterritorial es un fondo público español, creado con cargo a los Presupuestos Generales del Estado, que actúa con el fin de corregir desequilibrios económicos interterritoriales y hacer efectivo el principio de solidaridad. Se destina a financiar inversiones en los territorios comparativamente menos desarrollados para promover la creación de renta y de riqueza en esos territorios. Estos recursos serán distribuidos por las Cortes Generales entre las comunidades autónomas beneficiarias. 
Su regulación se contiene en la propia Constitución española (art. 158.2) y en la Ley 22/2001, de 27 de diciembre, reguladora de los Fondos de Compensación Interterritorial.

Con el fin de corregir desequilibrios económicos interterritoriales y hacer efectivo el principio de solidaridad, se constituirá un Fondo de Compensación con destino a gastos de inversión, cuyos recursos serán distribuidos por las Cortes Generales entre las Comunidades Autónomas y provincias, en su caso.
Artículo 158.2 de la Constitución española de 1978.

## Funcionamiento
El artículo 2 de la Constitución reconoce y garantiza el derecho a la autonomía de las distintas nacionalidades y regiones y la solidaridad entre todas ellas.

La Constitución se fundamenta en la indisoluble unidad de la Nación española, patria común e indivisible de todos los españoles, y reconoce y garantiza el derecho a la autonomía de las nacionalidades y regiones que la integran y la solidaridad entre todas ellas.
Artículo 2 de la Constitución española de 1978.

Para hacer efectivo ese principio de solidaridad, la Ley Orgánica 8/1980, de 22 de septiembre, de Financiación de las Comunidades Autónomas (LOFCA) recogió en su artículo 16 los principios generales del Fondo de Compensación Interterritorial (FCI), así como las reglas básicas que rigen dicho Fondo, estableciendo que será una Ley ordinaria la que contenga su normativa específica.
La Ley 22/2001, de 27 de diciembre, reguladora de los Fondos de Compensación Interterritorial, que actualmente lo regula, fue promulgada para recoger dos recomendaciones del Consejo de Política Fiscal y Financiera de 27 de julio de 2001 sobre el Fondo de Compensación Interterritorial:   
- Incorporar las ciudades autónomas de Ceuta y Melilla como territorios que se beneficien de dicho Fondo.
- Permitir que un máximo del 25 por ciento del fondo se pudiese destinar a la financiación de gastos de funcionamiento asociado a inversiones financiadas por el propio fondo. Esto dio lugar a su desglose en dos fondos, uno de Compensación y otro Complementario.

Ámbito territorial del Fondo:
La Ley de Presupuestos Generales del Estado especifica qué Comunidades serán beneficiarias del Fondo atendiendo a su menor desarrollo, es decir, aquellas cuya renta por habitante es inferior al 75 por ciento de la media comunitaria; y que coinciden con las incluidas por la Unión Europea dentro de las regiones beneficiarias de los Fondos Estructurales Objetivo 1 del período de programación 2000-2006.
El Fondo de Compensación y el Fondo Complementario se destinan a financiar gastos de inversión en los territorios comparativamente menos desarrollados que promuevan directa o indirectamente la creación de renta y riqueza en el territorio beneficiario. Concretamente, el Fondo Complementario, a solicitud de los territorios beneficiarios del mismo, podrá destinarse a financiar gastos necesarios para poner en marcha o en funcionamiento las inversiones financiadas con cargo al Fondo de Compensación o a este Fondo, durante un periodo máximo de dos años. A este respecto, el cómputo de los años se iniciará en el momento en el que haya concluido la ejecución del proyecto.
Actualmente, las Comunidades beneficiarias son Andalucía, Galicia, Castilla y León, Extremadura, Castilla-La Mancha, Comunidad Valenciana, Canarias, el Principado de Asturias, la Región de Murcia, Cantabria y las Ciudades con Estatuto de Autonomía de Ceuta y Melilla, de acuerdo con la disposición adicional única de la Ley 22/2001, de 27 de diciembre.
Cuantía de los Fondos:
El Fondo de Compensación no podrá ser inferior al 22,5 por ciento de la base de cálculo constituida por la inversión pública, entendiendo por tal, a estos efectos, el conjunto de los gastos del ejercicio incluidos en los Presupuestos del Estado y de sus Organismos Autónomos, correspondientes a inversiones reales nuevas de carácter civil.
El Fondo Complementario se dotará anualmente para cada Comunidad Autónoma y Ciudad con Estatuto de Autonomía propio, con una cantidad equivalente al 33,33 por ciento de su respectivo Fondo de Compensación.
Criterios de reparto del Fondo:
El Fondo de Compensación se reparte de acuerdo con lo establecido en el artículo 4 de la Ley 22/2001, reguladora de los Fondos de Compensación, y se distribuye entre las comunidades autónomas perceptoras sobre la base de unos criterios o variables establecidos en el artículo 16 de la LOFCA, si bien es la Ley 22/2001 la que procede a su ponderación, otorgando un mayor peso relativo a la variable población de derecho relativa de cada Comunidad en relación con la del conjunto de las Comunidades beneficiarias del Fondo (87,5 por ciento). Las otras variables son el saldo migratorio de cada Comunidad en los últimos diez años (1,6 por ciento), el cociente entre el número de parados y el de activos en cada Comunidad (1 por ciento), la superficie de cada Comunidad (3 por ciento), y el número de Entidades singulares por kilómetro cuadrado de cada Comunidad (6,9 por ciento).
Una vez efectuado el reparto del Fondo de Compensación con los criterios y ponderaciones establecidas en la Ley, el resultado obtenido se corrige en función de la inversa de la renta por habitante de cada territorio y del hecho insular.
En el caso de las Ciudades con Estatuto de Autonomía de Ceuta y Melilla, su financiación se efectúa según el apartado 1.b) del artículo 2 y en el artículo 6 de la Ley 22/2001.